# Heliodor (sofista)
Heliodor (en llatí Heliodorus, en grec Ἡλιόδωρος) va ser un sofista àrab que va viure en temps de l'emperador Caracal·la del que es va guanyar el favor d'una manera peculiar, i després de la mort d'aquest emperador fou prefecte d'una illa que no s'esmenta. Filòstrat en relata la seva vida.